# Eustace de Vesci

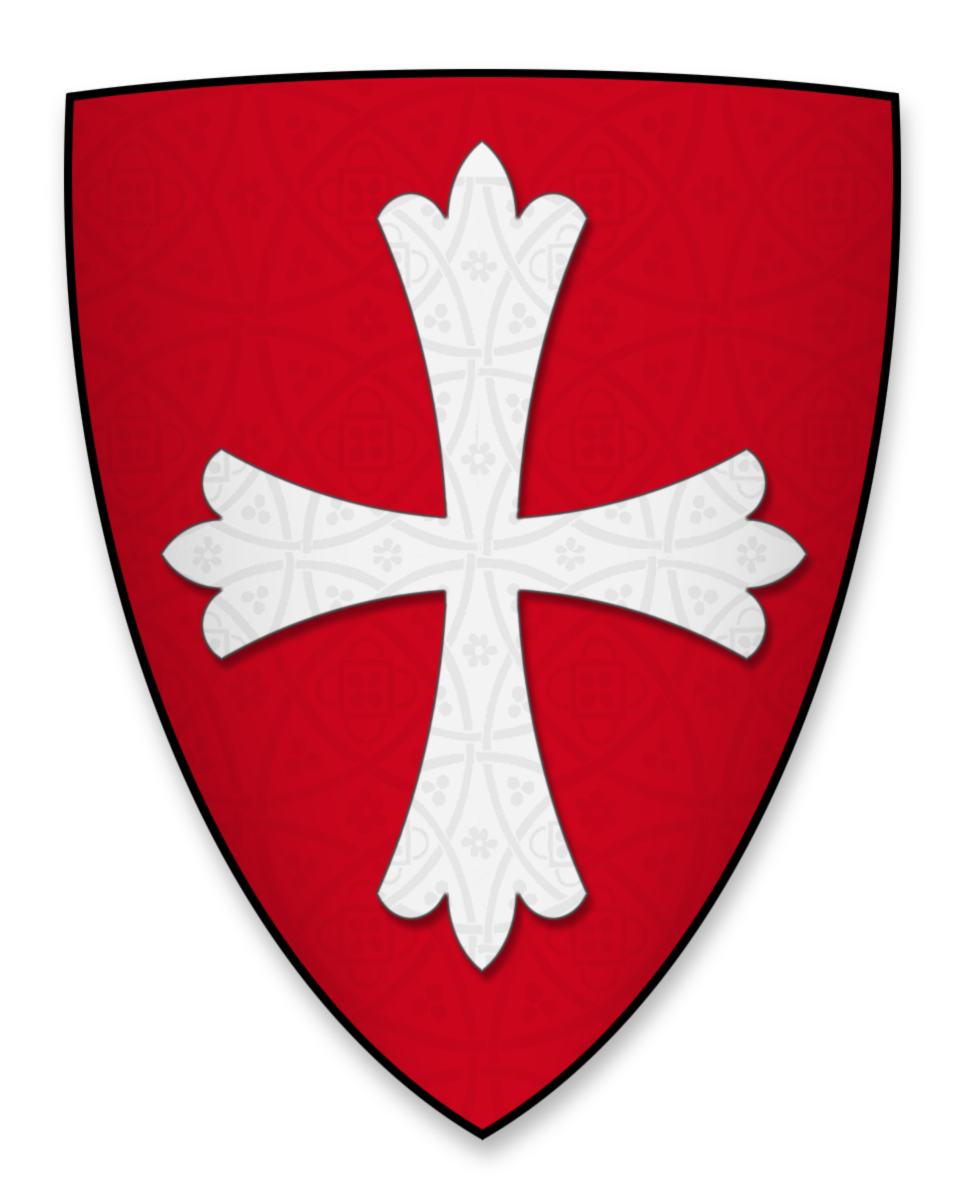
Wappen von Eustace de Vesci

Eustace de Vesci, auch Eustace de Vescy genannt (* um 1170; † August 1216 bei Barnard Castle), Lord of Alnwick, war ein anglonormannischer Adliger. Er war einer der Führer der Rebellion der Barone gegen König Johann Ohneland, die zum Abschluss der Magna Carta und zum Ersten Krieg der Barone führte.

## Herkunft und Gefolgsmann von Richard Löwenherz
Er war ein Sohn von William de Vesci und Burga, einer Schwester oder Tochter von Robert de Stuteville, Lord of Cottingham. Nach dem Tod seines Vaters wurde er 1184 Erbe der umfangreichen Besitzungen seiner Familie in Nordengland. Aufgrund dieses Erbes war er einer der führenden Barone von Northumberland. Gegen die Zahlung einer Gebühr von 1300 Mark an den König erlangte er 1190 seine Volljährigkeit. Die hölzernen Befestigungen von Malton Castle in Yorkshire, das zu seinen Besitzungen gehörte, ersetzte er durch steinerne Bauern, und 1194 war Richard Löwenherz in der Burg zu Gast, als er dort den schottischen König Wilhelm I. traf. In dem Krieg von Richard Löwenherz wird er im selben Jahr in der Burg Chinon im Anjou genannt. 1199 bezeugte de Vesci den Vertrag zwischen König Johann Ohneland, der die Nachfolge seines Bruders angetreten hatte, und Graf Rainald von Boulogne. Ende 1200 gehörte er mit Roger de Lacy, Henry de Bohun und mehreren anderen Baronen zu einer königlichen Gesandtschaft, die den schottischen König aufforderten, gegenüber Johann seinen Lehnseid zu leisten.

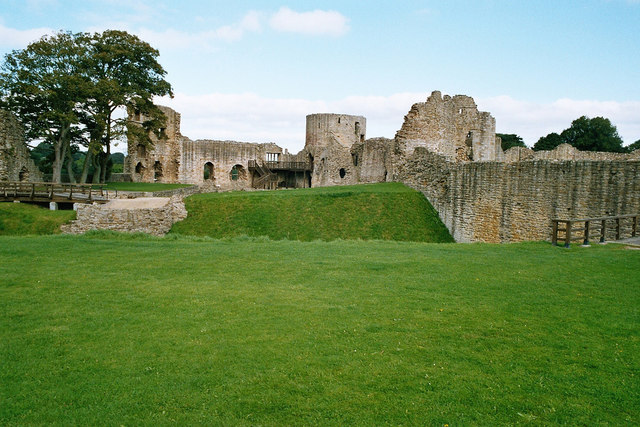
Die Ruine von Barnard Castle, bei dessen Belagerung Eustace de Vesci getötet wurde

## Rebell gegen Johann Ohneland
1210 nahm er an dem Feldzug von König Johann nach Irland teil. Er wurde um diese Zeit zu einem der erbittertsten Gegner des Königs, wobei die genauen Ursachen hierfür unbekannt sind. Nach Angaben de Vescis soll der König als junger Mann seine Frau begehrt haben, doch der Historiker Wilfred Warren bezeichnete diese Aussagen für widersprüchlich und unglaubwürdig, so dass er de Vesci einfach für ein streitsüchtiges, adliges Raubein hielt. Kurz vor Beginn von Johanns Feldzug 1212 nach Wales wurde de Vescy im August in Nottingham beschuldigt, einer Verschwörung gegen den König anzugehören. Angeblich wollte er zusammen mit Robert FitzWalter König Johann während des Feldzugs nach Wales töten oder an die Waliser ausliefern. Nach der Aufdeckung der Verschwörung flüchtete de Vesci ins Exil nach Schottland zu seinem Schwiegervater König Wilhelm, wo er etwa ein Jahr lang blieb. Johann Ohneland zog im Januar 1213 an die englisch-schottische Grenze und verlangte ein Treffen mit König Wilhelm. Wahrscheinlich wollte er die Auslieferung von de Vesci verlangen, doch der schottische König verweigerte ein Treffen. FitzWalter flüchtete ins Exil nach Frankreich, wo er sich mit dem ebenfalls im Exil lebenden Erzbischof von Canterbury, Stephen Langton, arrangierte. Dadurch erreichte er, dass der Papst ihre Rückkehr und die Rückgabe ihrer Besitzungen 1213 zu einer Bedingung für die Aufhebung der Exkommunikation des Königs machte.

## Führer der Adelsopposition gegen Johann Ohneland
Obwohl de Vesci seine Güter zurückerhielt, blieb er weiterhin ein Gegner der Politik des Königs. Zusammen mit anderen Baronen weigerte er sich 1213, an dem geplanten Feldzug von König Johann nach Frankreich teilzunehmen, da seine Lehenspflicht nicht Kämpfe für die Besitzungen des Königs im weit entfernten Poitou umfassen würde. Als der König von seinem fehlgeschlagenen Feldzug zurückkehrte, weigerte sich de Vesci 1214 offen, das verlangte Schildgeld an die Beamten des Königs zu zahlen. Er wurde neben seinem Verwandten Robert de Ros und FitzWalter zu einem Führer der Adelsopposition gegen den König. Am 1. März 1215 war er am Hof seines Schwagers, des schottischen Königs Alexander II. um diesen auf die Seite der Rebellen zu ziehen. Unter dem Druck der Barone erkannte Johann Ohneland im Juni die Magna Carta an, und de Vesci gehörte den 25 Baronen an, die die Einhaltung ihrer Bestimmungen überwachen sollten.

## Rolle im Krieg der Barone
Bereits im September widerrief Johann Ohneland seine Anerkennung der Magna Carta, worauf es zum Bürgerkrieg zwischen dem König und der Adelsopposition kam. Papst Innozenz III. exkommunizierte de Vesci und andere führende Rebellen. Nachdem der schottische König im Oktober 1215 in Nordengland eingefallen war, traf ihn de Vesci zusammen mit anderen Rebellen vermutlich am 22. Oktober in Felton bei Alnwick. In einer feierlichen Zeremonie übergaben die Rebellen dem schottischen König die nordenglischen Grafschaften Northumberland, Westmorland und Cumberland und huldigten ihm. Allerdings erkannten sie Alexander nicht als König als ihren Oberherrn, sondern nur als englischen Baron an, der dem englischen König weiterhin als Vasall untertan war. Nachdem Johann Ohneland Anfang Januar 1216 einen erfolgreichen Feldzug nach Nordengland unternommen hatte, bei dem sich am 9. Januar auch de Vescis Hauptsitz Alnwick Castle den königlichen Truppen ergeben hatte, war de Vesci zunächst zu einem Frieden bereit. Nach der Ankunft des französischen Prinzen Ludwig, dem die aufständischen Barone die englische Krone angeboten hatten, schloss sich de Vesci jedoch sofort dem Prinzen an. Ab Juli 1216 unterstützte er den schottischen König Alexander II. bei der Belagerung von Carlisle. Nachdem sich die Stadt im August ergeben hatte, begleitete er zusammen mit zahlreichen nordenglischen Rittern und Baronen, als dieser nach Südosten zog. Sie erreichten Barnard Castle, die Burg des königstreuen Barons Hugh de Balliol. Als Vesci zusammen mit dem schottischen König die Befestigungen der Burg inspizierte, wurde er von einem Armbrustbolzen am Kopf getroffen und getötet.

## Familie und Nachkommen
De Vesci hatte 1193 in Roxburgh Margaret, eine uneheliche Tochter des schottischen Königs Wilhelm I. geheiratet. Der schottische König hoffte durch die Heirat, seinen Einfluss in Northumberland, auf das er Anspruch erhob, auszubauen. Als Mitgift erhielt Vesci von seinem Schwiegervater die Baronie Sprouston bei Kelso. Er hinterließ einen Sohn, William, der sein Erbe wurde.